# Borsonella abrupta
Borsonella abrupta là một loài ốc biển, là động vật thân mềm chân bụng sống ở biển trong họ Borsoniidae.